# JINMO
JINMO（ジンモ）は、聴覚芸術、視覚芸術など様々な分野での表現活動を活発に行う芸術家。

## 音楽家としての活動
2017年8月現在までに、ソロ・アルバムだけでも236作品をリリース。代表作としては、文化庁文部科学省により2009年度芸術祭参加作品に選定された"Ascension Spectacle”、全世界17レーベルから発売された”Live At The Knitting Factory”等がある。
弦楽器、管楽器、鍵盤楽器等を演奏するが、特にギター奏者として著名で、特殊奏法や尖端機器を多用した特異な無伴奏ギター独奏のスタイルにより、演奏活動を行ない、日本、アメリカ、イギリス、ロシア、ドイツ、オーストリア、オランダ、スイス、デンマーク、ベラルーシ等で数百回に及ぶ公演を行っている。
1997年、ベラルーシ共和国の招待により、チェルノブイリ支援活動と国際文化交流を目的に旧ソ連邦ツアー（15ヵ所）をおこなった際、政府主催のチェルノブイリ記念行事や、爆心地近くの寒村で演奏されたレクイエム「殯（モガリ）」、国営放送局にて放送される。
その音楽表現の更に精緻なる実現と表現領域拡大のため、ドイツのBassLab社と共同し、オリジナルの特殊なカーボン合成樹脂素材を用いて、一切継ぎ目のない単一構造で、完全中空の弦楽器"Jinmoid"を開発。Frankfurt Musik Messe 2009にて発表した。
1989年、生体の音響に対する原初的反応を研究するため、DNA音楽研究所を発足。1991年から20年間、週に1回の頻度で、横浜市の最重度重複障害者施設で強度行動障害者を対象にした演奏会を継続。
また1988年から20年間、毎月、ギターマガジン、サウンド・アンド・レコーディング・マガジンなどの音楽専門誌で連載記事を執筆。
2011年以来、美学校（東京 神田）の講師を務める。

## 書家・画家としての活動
絵画、書、コンピュータ・グラフィックス、アニメーション等、表現のメディアやジャンルに拘らず、また各々のメディアやジャンルを越境した視覚芸術を創出する。現在、そのスタイルは"nanoZen"、"書"、"dataPainting"の三つに大別される。
書家を母に持ち、幼少期から書を始める。1980年代末からは、コンピュータを使用した視覚表現を始める。2003年からインターネット上で、細密巨大コンピュータ・グラフィックス"dataPainting"シリーズを発表開始。2006年秋、サンディエゴ現代美術館館長であり、国際デジタル芸術展"Art Of Digital Show"の監修も務めるHugh Daviesが、Drawing作品"Crimson Altered States"を気に入り、一ヶ月半の全会期中、同展に飾られた。
2010年3月、爆墨作品を中心にした"JINMO爆展 id"を、渋谷区恵比寿の"MAGIC ROOM???"にて開催。2010年9月、第30回フィナール国際美術展にnanoZen作品を2作品出展。同展選考員であるキャロリーヌ・リー（死ぬまでピカソ、シャガール達が出展し続けたパリの美術展"サロン・ド・メ"の名誉会長、前会長にして彫刻家）に『この作品となら、生涯、生活を共にしたい』と評され、作品"nanoZen 002"に対して、同展30年の歴史上初めて特別に設けられた"キャロリーヌ・リー賞"が授与された。
2011年6月から12月には、nanoZen作品を中心にした"JINMO爆展 id 2"を東京の"MAGIC ROOM???"を皮切りに、大阪"Galaxy Gallery、名古屋"BDSM Bar R"、姫路"Salon DayS+"にて、4都市を巡回して開催。
2012年2月には第31回フィナール国際美術展に招待作家として招かれ、nanoZenを8作品出展。
11月にはキャロリーヌ・リーとのコラボレーション展“二人展 2012”が、渋谷のNHKのギャラリーで開催。
2013年3月には再び同会場で、キャロリーヌ・リーとの“二人展 2013”が開催された。10月には京都桃山“La Neige”において、“爆展 id 2013: Kyoto”が開催。たいへんな好評により、当初1週間の会期予定が、最終的には46日間に延長された。
11月にはJINMOのドキュメンタリー映画を制作中の、フィンランドの映像作家ヤーッコ・サーリとの二人展が、渋谷のNHKのギャラリーで開催された。

## 講師としての活動
2010年より美学校の講師。

## 雑誌の連載
リットーミュージックの『ギター・マガジン』に1988年から2007年まで記事を執筆していた。